# 日本まんなか直送便
日本まんなか直送便（にほんまんなかちょくそうびん）とは、6つの県（三重県、滋賀県、岐阜県、和歌山、奈良、兵庫）にある独立各局（三重テレビ、びわ湖放送、ぎふチャン、テレビ和歌山、奈良テレビ、サンテレビ）が、毎週持ち回りで各県の観光スポット等を紹介する企画コーナーのタイトルのことである。
各局それぞれ工夫を凝らした演出や企画内容であるが、特にびわ湖放送は現在バックで流している音楽を紹介するなど音楽にこだわっている。

## 沿革
当初は、日本まんなか共和国として連携している4つの県（福井県、三重県、滋賀県、岐阜県）にある各局（福井放送、三重テレビ、びわ湖放送、ぎふチャン）で放送を開始した。
福井放送（NNN／ANNクロスネット）を除き、すべて独立U局である。
2010年代に福井放送が除かれた代わりにテレビ和歌山が加わり、日本まんなか直送便！+(にほんまんなかちょくそうびん！ぷらす)と改題して放送している。
2024年4月より、奈良テレビおよびサンテレビも放送を開始した。

## 参加局での放送状況
※放送時間は公式サイトおよび参加局ホームページを参照
- 三重テレビ - Mieライブで毎週金曜日に放送　担当：奥村莉子
- ぎふチャン - めっちゃぎふわかるてれびで毎週金曜日に放送
- びわ湖放送 - 毎週金曜日に放送
- テレビ和歌山 - わかラ部で毎週金曜日に放送 (2010年代後半から参加）
- 奈良テレビ - ゆうドキッ!で毎週木曜日に放送 (2024年4月から参加）
- サンテレビ - NEWS×情報 キャッチ+で毎週金曜日に放送 (2024年4月から参加）

## 過去の参加局
- 福井放送 - イケてる福井　ワイド&ニュースで毎週金曜日に放送 (2010年代前半に終了)